# Uniwersalne okręty desantowe typu Wasp
Uniwersalne okręty desantowe typu Wasp (ang. Wasp class amphibious assault ship) – amerykańskie okręty desantowe służące od 1989 w Marynarce Wojennej Stanów Zjednoczonych. Klasyfikowane są skrótem LHD (Landing Helicopter Dock).

## Historia
Okręty typu Wasp powstały w oparciu o doświadczenia wyniesione z budowy i eksploatacji okrętów desantowych typu Tarawa. Główną różnicą użytkową jest powiększenie doku, umożliwiające przenoszenie poduszkowców LCAC, oraz przystosowanie okrętów od początku do operowania z nich samolotów pionowego startu i lądowania AV-8B Harrier II. Zrezygnowano też ze zbędnej silnej artylerii kalibru 127 mm, montowanej początkowo na typie Tarawa. Różnice wizualne sprowadzają się przede wszystkim do mniejszej, chociaż dłuższej nadbudówki (dającej mniejsze echo radarowe), i prostokątnego pokładu zachowującego stałą szerokość w części dziobowej.
Pierwszy okręt tego typu – „Wasp” przewidziano w budżecie na 1984 rok, kolejne w odstępach średnio co dwa lata. Stępkę pod jego budowę położono 30 maja 1985 roku, kadłub wodowano 4 sierpnia 1987 roku, a wszedł do służby 29 lipca 1989 roku. Wszystkie budowała stocznia Ingalls Shipbuilding w Pascagoula – były budowane na lądzie i następnie przesuwane na pływający ponton i z niego wodowane. Nazwy upamiętniają lotniskowce amerykańskie z okresu II wojny światowej. W odróżnieniu od typu Tarawa, oznaczanego LHA, jako pierwsze otrzymały nową sygnaturę LHD (Landing Helicopter Dock).
Klasyfikowane są jako  okręty uniwersalne, gdyż mają wszystko potrzebne do wykonania uderzenia z morza: pomieszczenia dla około 2000 żołnierzy piechoty morskiej i ich sprzętu, pokład dla helikopterów i samolotów pionowego startu, które mogą dowozić i wspierać żołnierzy podczas desantu i na koniec wbudowany dok przenoszący amfibie, barki desantowe i poduszkowce, które mogą dowieźć żołnierzy i ciężki sprzęt na plażę.
Okręty te są zwykle jądrem grupy okrętów desantowych (ang. Amphibious Ready Group), która przenosi tzw. Oddział Ekspedycyjny Marines (ang. Marine Expeditionary Unit).  Kilka takich grup patroluje oceany świata w danym momencie, dając Stanom Zjednoczonym zdolność wysadzenia silnego desantu na dowolnym wybrzeżu w przeciągu kilku dni.
Okręty mogą także funkcjonować w roli lekkiego lotniskowca, przenosząc w tym celu większą liczbę samolotów pionowego startu. Jednak na okręcie nie zainstalowano tzw. „skoczni narciarskiej” (ang. ski jump), która mogłaby wspomagać starty myśliwców AV-8B Harrier II. To ogranicza znacznie efektywność okrętu w roli lekkiego lotniskowca, w porównaniu do innych okrętów na świecie wykonujących podobne zadania (np. brytyjskie lotniskowce typu Invincible).
Cały kadłub ma długość 257,3 m i szerokość maksymalną 42,7 m, a na linii wodnej 32,3 m. Prostokątny płaski pokład lotniczy ma wymiary 249,6 × 32,3 m. Nie posiada skoczni startowej, lecz długość pokładu umożliwia krótki start z rozbiegiem samolotom AV-8B. Na pokładzie znajduje się 9 wyznaczonych pozycji startowych ciężkich śmigłowców. Okręty dysponują dwoma windami dla śmigłowców, umieszczonymi na zewnątrz pokładu lotniczego, po lewej stronie na śródokręciu i po prawej stronie bliżej rufy. Platformy wind, wystające poza obrys pokładu, są składane, co umożliwia przepływanie przez Kanał Panamski. Windy mają udźwig 34 ton i wymiary 15,2 × 3,7 m. Hangar ma szerokość 25,9 m, wysokość 6,4 m i długość około 250 m (wartość z typu Tarawa). Może pomieścić 28 śmigłowców wielkości CH-46 Sea Knight.
Grupa lotnicza w wariancie desantowym obejmowała początkowo 30–32 średnie śmigłowce CH-46 Sea Knight i 6 samolotów AV-8B. Można też przenosić mniejszą liczbę ciężkich śmigłowców CH-53 Sea Stallion.
W części rufowej okręty mają zatapialny dok o długości 81,4 m, szerokości 15,2 m i wysokości 8,5 m, z furtą dwudzielną otwieraną w górę i w dół. Dok mieści 12 barek desantowych LCM(6) lub trzy poduszkowce desantowe LCAC. Ponadto po bokach kadłuba okręt może zabrać cztery kutry desantowe LCPL. Desant liczy 1870 lub według innych danych 1893 żołnierzy.
12 lipca 2020 na jednostce USS „Bonhomme Richard” wybuchł pożar podczas remontu. Zniszczenia jedenastu z czternastu pokładów tej jednostki okazały się na tyle duże, że zapadała decyzja o wycofaniu tej jednostki ze służby w US Navy.
W najbliższych latach okręty tej klasy zaczną przenosić samoloty transportowe pionowego startu V-22 Osprey. Samolot ten może dowieźć grupę 24 żołnierzy do celu oddalonego o 400 km od okrętu, z prędkością 360 km/h, czyli ponad dwa razy szybciej niż typowy śmigłowiec.

## Okręty typu Wasp
Nazwa, numer taktyczny, data wejścia do służby i baza:
- USS „Wasp” (LHD 1), 1989, Norfolk, Wirginia
- USS „Essex” (LHD 2), 1992, Sasebo, Japonia
- USS „Kearsarge” (LHD 3), 1993, Norfolk, Wirginia
- USS "Boxer" (LHD 4), 1995, San Diego, Kalifornia
- USS "Bataan" (LHD 5), 1997, Norfolk, Wirginia
- USS „Bonhomme Richard” (LHD 6) †, 1998, San Diego, Kalifornia
- USS „Iwo Jima” (LHD 7), 2001, Norfolk, Wirginia
- USS „Makin Island” (LHD 8), 2009, San Diego, Kalifornia